# Obizio da Niardo
Obizio di Niardo, od Obizzo (Niardo, 1150 circa – Brescia, 6 dicembre 1204), è stato un nobile, dapprima guerriero poi eremita. È venerato come santo dalla Chiesa cattolica.

## Biografia

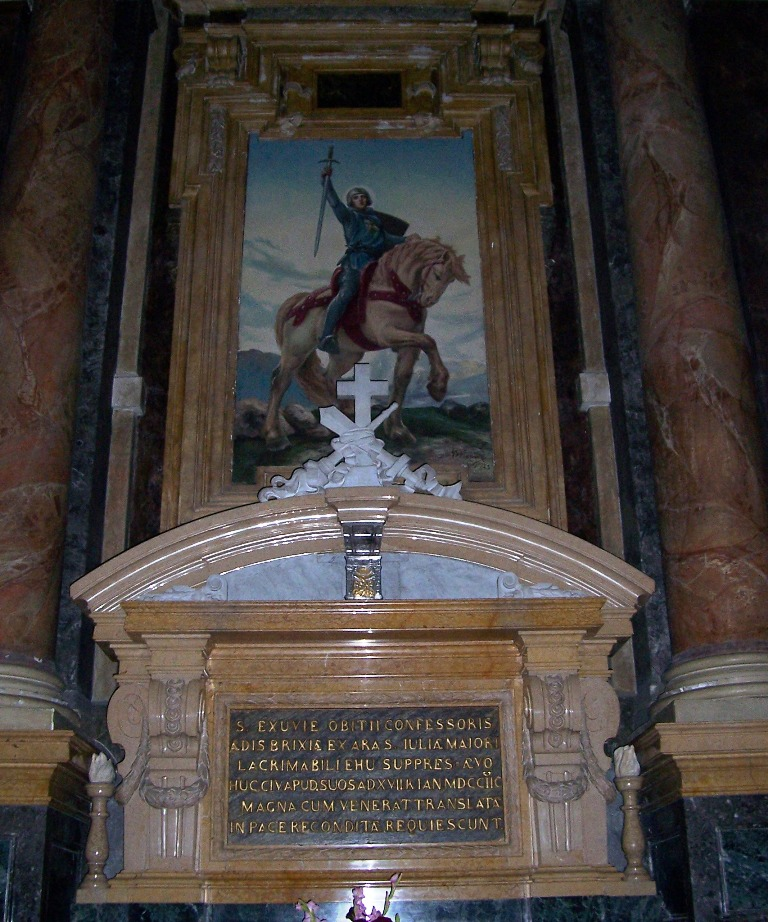
Altare e reliquie di sant'Obizio nella chiesa parrocchiale di Niardo.

Nato a Niardo, era figlio del conte del luogo Graziadeo.
Addestrato fin da fanciullo nell'arte bellica, partecipò giovanissimo alle battaglie tra i bresciani ed i cremonesi.
Il 7 luglio 1191 partecipò alla Battaglia di Rudiano contro i bergamaschi.
Durante l'assalto contro il nemico, rimase intrappolato nella mischia dei combattenti e fu imprigionato dalle travi di un ponte che era caduto sotto il peso dei soldati.
Obizio rimase sepolto lunghe ore finché non riuscì a farsi liberare da un passante. A lui raccontò d'aver visto l'inferno e le sue orribili pene, per questo decise d'abbandonare il mondo e dedicarsi ad una vita di penitenza e d'orazione.
Tornato a Niardo, abbandonò la moglie Triglisenda ed i figli e si vestì da eremita.
Fece lunghi pellegrinaggi a Cremona e in tutta l'alta Italia ed alla fine chiese d'essere ospitato a Brescia nel monastero di Santa Giulia.
Dopo sei anni di vita penitente morì sulla nuda terra il 6 dicembre 1206, e fu sepolto nel chiostro del convento di Santa Giulia.
Nel 1498 nell'urna dove era stato sepolto Obizio cominciò a scaturire un'acqua miracolosa.
Le sue ossa furono traslate sotto l'altare di Santa Giulia ed anche lì, nel 1553 ancora scaturì del liquido.
Nell'anno del giubileo 1600 il culto di Sant'Obizio fu ufficialmente riconosciuto.
Tra il 1526 ed il 1528 il Romanino dipinse le storie della sua vita nella chiesa di San Salvatore a Brescia, all'interno e all'esterno della cappella a lui dedicata.
Quando il monastero di Santa Giulia venne soppresso nel 1797 la comunità di Niardo reclamò le reliquie del suo santo, le quali sono ora custodite nell'altare della parrocchiale.

## Culto
Ogni anno Niardo celebra la solenne festa di Sant'Obizio, San Costanzo e del Beato Innocenzo da Berzo, la prima domenica di maggio. Nelle solenni celebrazioni i Corazzieri di Sant'Obizio scortano l'urna delle reliquie per le vie del paese.
(Martirologio Romano)